# Лернадзор
Лернадзо́р (арм. Լեռնաձոր) — село в Сюникской области Армении.

## География
Лернадзор находится в 340 километрах к югу от Еревана, на левом берегу реки Вохчи, в 20 километрах к юго-западу от Капана — областного центра. Расположен на высоте 1850 метров над уровнем моря.

## История
Село Лернадзор в древности называлось Тир, а позже, в составе Зангезурского уезда Елизаветпольской губернии, — Кюрдикенд (в честь князя Армении Курдика (797—836) из рода Мамиконянов).
Впервые упоминается в записях армянского историка Фавстоса Бузанда в V веке.
В 1920-е годы было переименовано в Лернадзор, а в 1958 году деревня была перенесена на её нынешнюю территорию с противоположной стороны горы, где находился Кюрдикенд.
В 1968 году в результате Зангезурского землетрясения село было разрушено.

## Экономика
Примерно в шести километрах от Лернадзора находится Каджаранский медно-молибденовый комбинат. По этой причине в Лернадзоре, в отличие от многих других отдаленных деревень Армении, нет высоких показателей безработицы. На заводе работает 70 % населения села.
Основное направление сельского хозяйства — молочное животноводство.
Рядом с деревней ведется разведка месторождений урана, широко обсуждаемое жителями села.

## Галерея

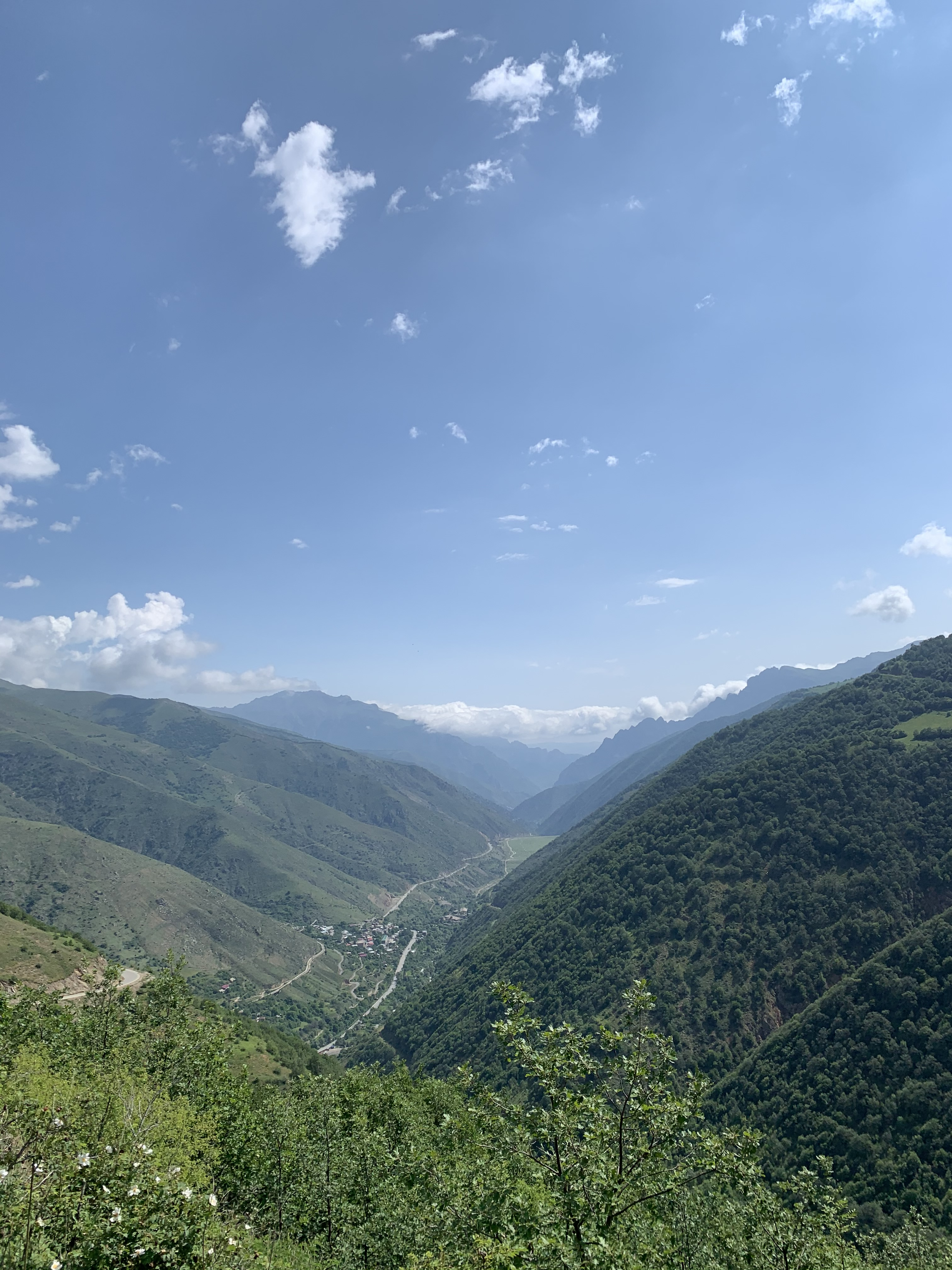